# ليونغ جان
ولد ليونغ تاك-وينج (بالصينية: 梁德榮) في عام (1826 – 1901) كان ليونغ معلم للوينج تشون وممارس لـطب Dit Da، ولد ليونغ في هيشان، قوانغدونغ عرف ليونغ في فوشان باسم السيد جان في فوشان وأيضا لقب ب ملك الوينج تشون كوين.

## خلفية عنه
ولد ليونج تاك وينج في عام 1826 في هيشان، غوانغدونغ وكان لديه أخ أكبر ليونغ تاك نام، الذي أصبح فيما بعد رجل أعمال ناجح. انتقل والده في وقت لاحق إلى كواي زي، فوشان وأدار عيادة Dit Da للطب الصيني التقليدي هناك. وفي سن 18، تم تدريبه من قبل ليونغ يي تاي على أساليب الشاولين الجنوبية. قدم يي تاي لاحقًا لشريكه وونغ واه-بو. كان وونغ أيضًا مقيمًا في غولاو مثل جان، وعلم جان مجموعة مهارات أسلوب الوينج تشون بأكملها.ومن عام 1870م فصاعداً تحت الأسم المستعار ليونغ جان كان يعيش كممارس للطب الـ Dit Da في (وينج غنى تونغ) والمعروف أيضاً باسم جان سانغ تونغ في فوشان وكان يأخذ أحياناً طلاب لتدريبهم فن الوينج تشون بشكل خاص.أصبح اسمه معروفاً في النهاية بسبب انتصاراته في نوبات تنافسية وأحترامه من قبل ممارسي الفنون القتالية أخريين. وكان يطلق عليه السيد جان من فوشان. أصبح فيما بعد مسؤولاً حكومياً وكان يعرف بأسم ملك الوينج تشون كوين. تم الأعتناء بقاعة التدريب والطبابة من قبل تلميذه لي واه الملقب وود مان واه

## حياته الشخصية وأولاده
كان لدى ليونغ ثلاث زوجات وتسعة أبناء وثماني بنات.  لم تحمله زوجته الأولى السيدة وونغ (黃氏) أي أطفال.  ولدت زوجته الثانية السيدة تشنغ  سبعة أبناء.  ولدت زوجته الثالثة السيدة بون (潘 b) ولدين.
أبنائه التسعة هم:
الأول: ليونغ يوين-فوك (梁元福)، اسم أخر يان-واه (恩 華) - مع السيدة بون، تعلمت الوينج تشون من والدها، وفي السنوات اللاحقة ذهبت إلى الفيتنام معه للقيام بأعمال تجارية هناك، كان لديه ابن، وتوفي عن عمر يناهز ال 24.
ثانياً: ليونغ بيك-وو (梁 璧 和)، اسم أخر (تاي-واه) (態 華) - مع السيدة تشنغ، المولودة عام 1845، تعلمت الوينج تشون من والده ومعلمه الكبير وونغ واه بو، وانتقلت لاحقًا إلى هونغ  كونغ مع صديق لتأسيس تجارة ملابس هناك.  كان لديه ولدان.  كما درب المعلم ييب مان  في عام 1909 وتوفي في عام 1911 عن عمر ناهز 55.
ثالثًا: ليونغ تشي ين (梁 賜 賢)، اسم أخر هين-واه (憲 華) - مع السيدة بون، لم يكن لديه أطفال.
رابعًا: ليونغ يو تشون (梁 遇春)، اسم أخر مو-واه (懋 華) - مع السيدة تشنغ، المولودة خلال فترة تونغزي في السنة 9، 12 أبريل، كان أكثر قراءةً في ممارسات والده الطبية وأخلاقياته الطبية،  ولكن تحول فيما بعد إلى العمل، وكان لديه ستة أبناء وثلاث بنات وتوفي عن عمر يناهز 54 عامًا.
الخامس: ليونغ تشونغ واه (梁忠華) - مع السيدة تشنغ، توفي قبل الأوان.
السادس: ليونغ شو واه ((恕 華) - مع السيدة تشنغ، توفيت قبل الأوان.
سابعًا: ليونج كو بينج (梁高明)، اسم أخر يوي-واه (愈 華) - مع السيدة تشنغ، المولودة خلال فترة تونغتشي، عام Wuchen، كان لديه ولدان.
ثامناً: توفي ليونغ نيم واه (梁念華) - مع السيدة تشنغ قبل الأوان.
تاسعًا: ليونغ باك جاو (梁 百 就)، اسم أخر ساي-وون (世 煥) - مع السيدة تشنغ، بسبب وفاة والدته، كان من المفترض أن يتم إرساله إلى ممرضة رطبة للرضاعة الطبيعية، وفي   الطريق تم اختطافه وبيعه لعائلة جديدة.
لا توجد حاليًا معلومات تاريخية متاحة عن أي من بنات ليونغ الثماني.

## حياته في وقت لاحق ووفاته
في عام 1888، بدأت صحته البدنية تتدهور وغادر ابناؤه الخمسة المتبقون وذهبوا لفوشان لكسب لقمة العيش ولم يكن لهم أي نية لتولي تدريباته وصالته الطبية على وجه الخصوص أنتقل ليونغ يوين إلى الفيتنام، بينما انتقل ليونغ بيك إلى هونغ كونغ
وأثناء بحث ليونغ عن خليفة، أخذ ليونغ صرافًا ماليًا تشان واه شون كطالبه. غالبًا ما ذهب ليونغ في وقت لاحق ذهابًا وإيابًا بين فوشان وقرية مسقط رأسه غولاو، واستمر لي في تدريب تشان. قام ليونغ أيضًا بتدريس تشان طب الـ Dit Da. في النهاية، أغلق تشان أعماله المالية المتغيرة وساعد في إدارة عيادة Dit Da. وبعد وفاة لي واه في العام التالي في عام 1889، تولى تشان عمليات التدريب والقاعة الطبية، في حين واصل ليونغ التنقل ذهابًا وإيابًا بين فوشان وغولاو. تم تغيير اسم وينج سانغ تونغ لاحقًا إلى هانغ تشاي تونغ بالصينية: (杏 濟 堂). وفي عمر الـ 70 عاماً، تقاعد ليونغ بشكل دائم وذهب إلى مسقط رأسه، هناك قام بتدريس مجموعة من أربعة شبان، بما في ذلك ابن أخيه وونغ واه سوم وركز على المواقف الجانبية، شكل معدّل من الوينج تشون (المعروفة باسم قرية كولو بين صن وينج تشون في الوقت الحاضر). توفي ليونغ في عام 1901.

## طالع ايضاً
- وينغ تشون
- تاي تشي
- جيت كون دو
- تشي كونغ
- ووشو
- ليونغ بيك
- ييب مان